# Симеон Чёрный
Симеон Чёрный (упомин. в 1395) — иконописец конца XIV века.

## Жизнь и творчество
Сведения о жизни Симеона Чёрного крайне скудны. Известно лишь, что в 1395 году он вместе с Феофаном Греком и учениками расписал церковь Рождества Богородицы на Сенях и придел святого Лазаря в Московском Кремле. По свидетельству Софийской второй и Троицкой летописей, работа над росписью церкви была начата 4 июня. Этот совместный труд получил высокую оценку в Степенной книге, автор которой отметил, что над оформлением церкви работали «славнии живописьцы». К 1399 году сотрудничество двух мастеров прекратилось: в указанное время Феофан начал расписывать Архангельский собор и, как свидетельствуют летописцы, проделал эту работу без участия своего коллеги.
Исследователям не известно ни одно произведение Симеона Чёрного. По мнению Д. А. Ровинского, творчество этого художника должно было развиваться под влиянием Феофана Грека.